# Montfoort

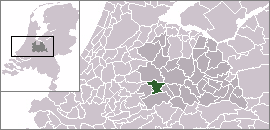
position i Utrecht

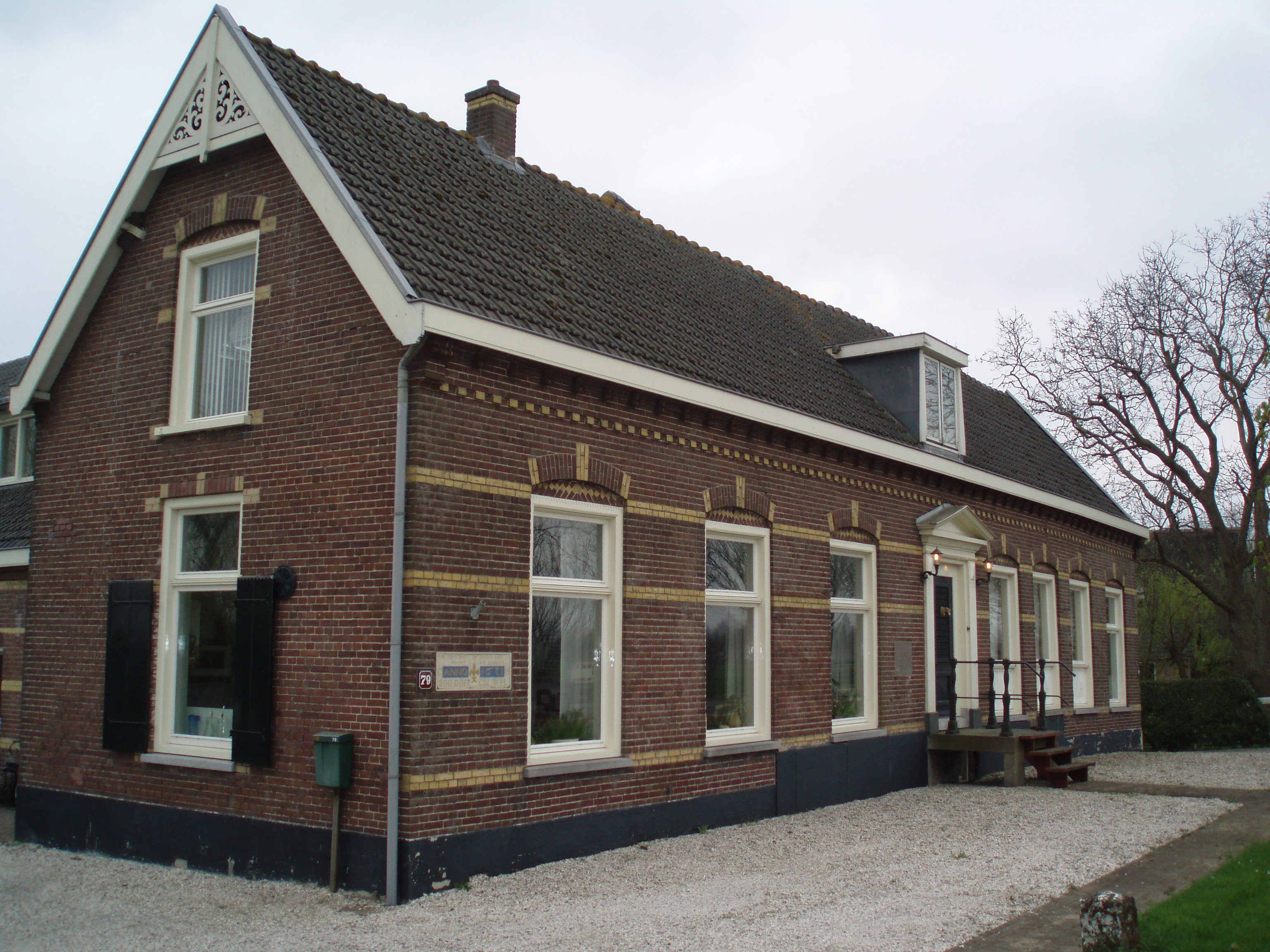
bondgård

Montfoort är en kommun i provinsen Utrecht i Nederländerna. Kommunens totala area är 38,22 km² (där 0,47 km² är vatten) och antalet invånare är 13 449 (2005).